# Hongrie aux Jeux olympiques d'hiver de 1960
Cet article contient des informations sur la participation et les résultats de la Hongrie aux Jeux olympiques d'hiver de 1960, qui ont eu lieu à Squaw Valley aux États-Unis. 

## Résultats

### Biathlon

#### Hommes
| Athlète   | Épreuve | Temps             | Cibles manquées | Temps ajusté 1    | Rang |
| --------- | ------- | ----------------- | --------------- | ----------------- | ---- |
| Pál Sajgó | 20 km   | 1 h 34 min 27 s 3 | 14              | 2 h 02 min 27 s 3 | 26   |

1 Deux minutes ajoutées par cible manquée.

### Saut à ski
| Athlète     | Épreuve         | Saut 1   | Saut 1 | Saut 1 | Saut 2   | Saut 2 | Saut 2 | Total  | Total |
| Athlète     | Épreuve         | Distance | Points | Rang   | Distance | Points | Rang   | Points | Rang  |
| ----------- | --------------- | -------- | ------ | ------ | -------- | ------ | ------ | ------ | ----- |
| Tamás Sudár | Tremplin normal | 73,5 m   | 84,1   | 41     | 64,0 m   | 81,7   | 42     | 165,8  | 41    |

### Ski de fond
| Épreuve | Athlète   | Course                     | Course |
| Épreuve | Athlète   | Temps                      | Rang   |
| ------- | --------- | -------------------------- | ------ |
| 15 km   | Pál Sajgó | 57 min 02 s 9              | 34     |
| 50 km   | Pál Sajgó | N'a pas terminé (rattrapé) | –      |

| Épreuve | Athlète         | Course        | Course |
| Épreuve | Athlète         | Temps         | Rang   |
| ------- | --------------- | ------------- | ------ |
| 10 km   | Magdolna Bartha | 47 min 23 s 2 | 23     |